# Atacora
L'Atacora est un département situé au nord-ouest du Bénin.

## Géographie
Il est limitrophe du Togo à l'ouest et du Burkina Faso au nord, ainsi que des départements béninois de l'Alibori, du Borgou et de la Donga.
|                           | Est (Burkina Faso) |         |
| Région des Savanes (Togo) | Atacora            | Alibori |
| Région de la Kara         | Donga              | Borgou  |

## Histoire
En 1999, la partie méridionale de l'Atacora en a été détachée pour former le nouveau département de la Donga.

## Communes

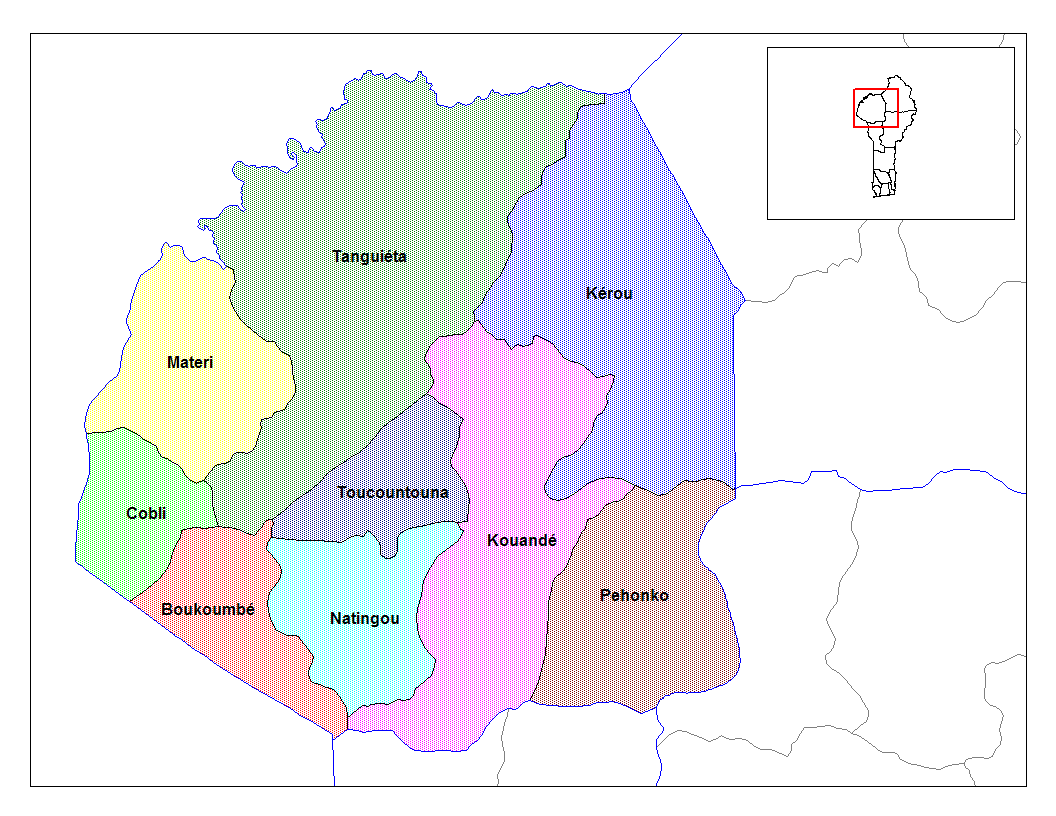
Communes du département d'Atacora

L'Atacora compte neuf communes :
- Boukoumbé
- Cobly
- Kérou
- Kouandé
- Matéri
- Natitingou (préfecture)
- Péhunco
- Tanguiéta
- Toucountouna

## Villages
Depuis 2013, l'Atacora compte 517 villages et quartiers de ville.

## Tourisme
Avec la chaîne de l'Atacora, c'est la région la plus montagneuse du pays et la plus sèche. On y trouve plusieurs destinations touristiques majeures, le musée régional de Natitingou, les tatas somba, le parc national de la Pendjari et de nombreuses chutes d'eau.

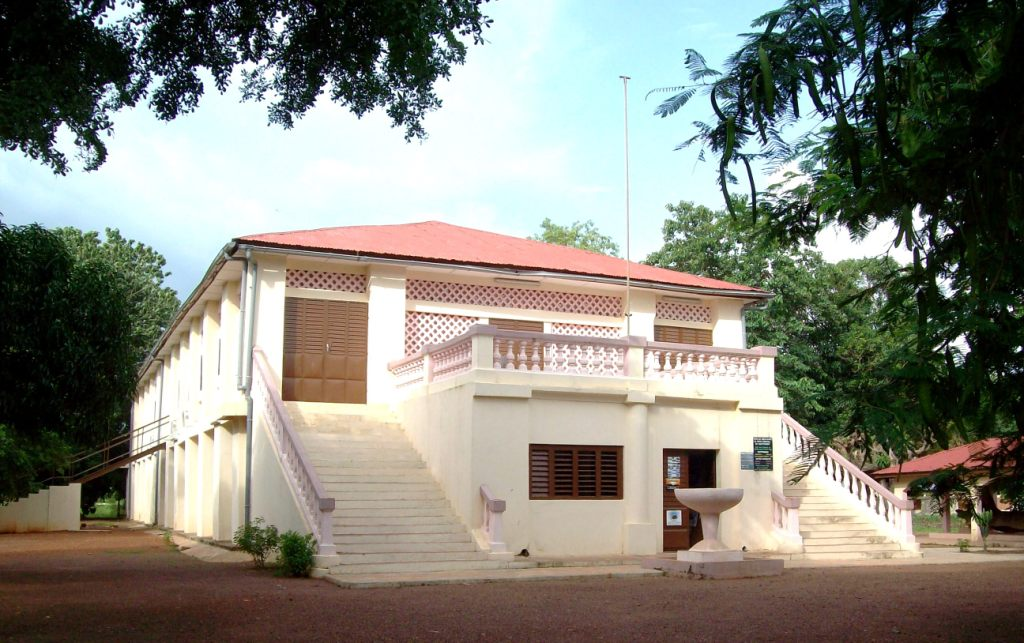
Musée régional de Natitingou.
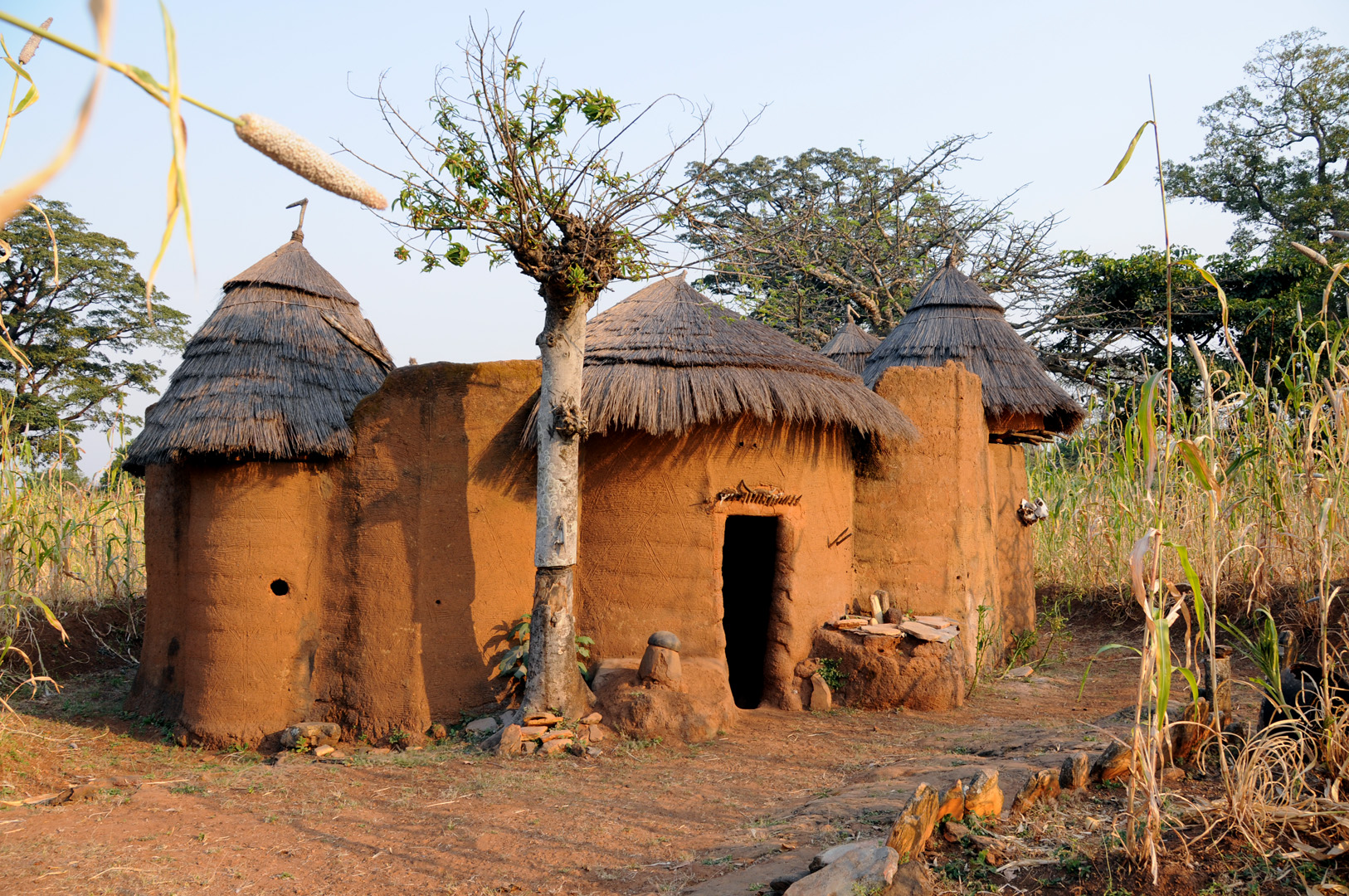
Tata somba à Koussoukoingou.
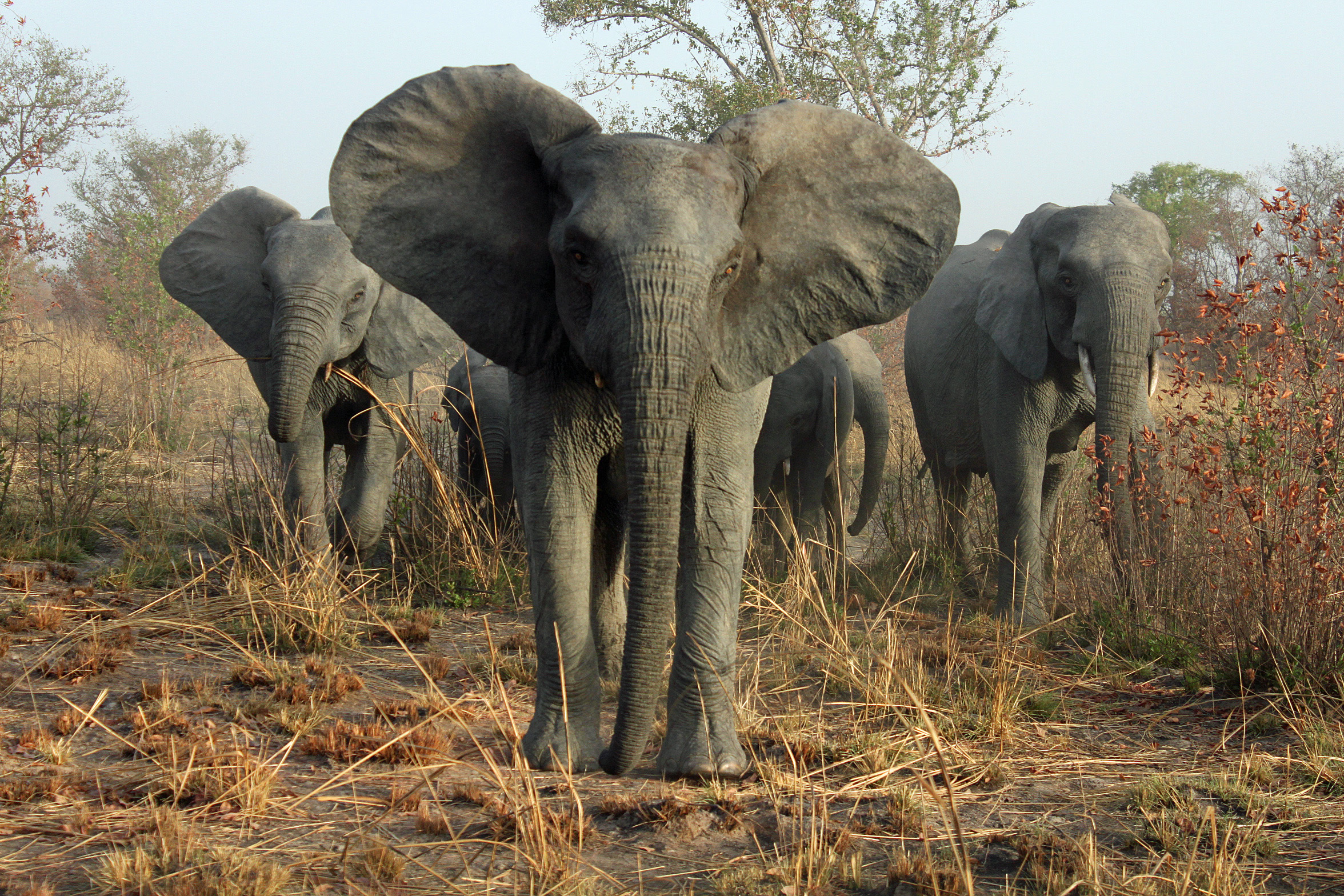
Éléphants dans le parc national de la Pendjari.
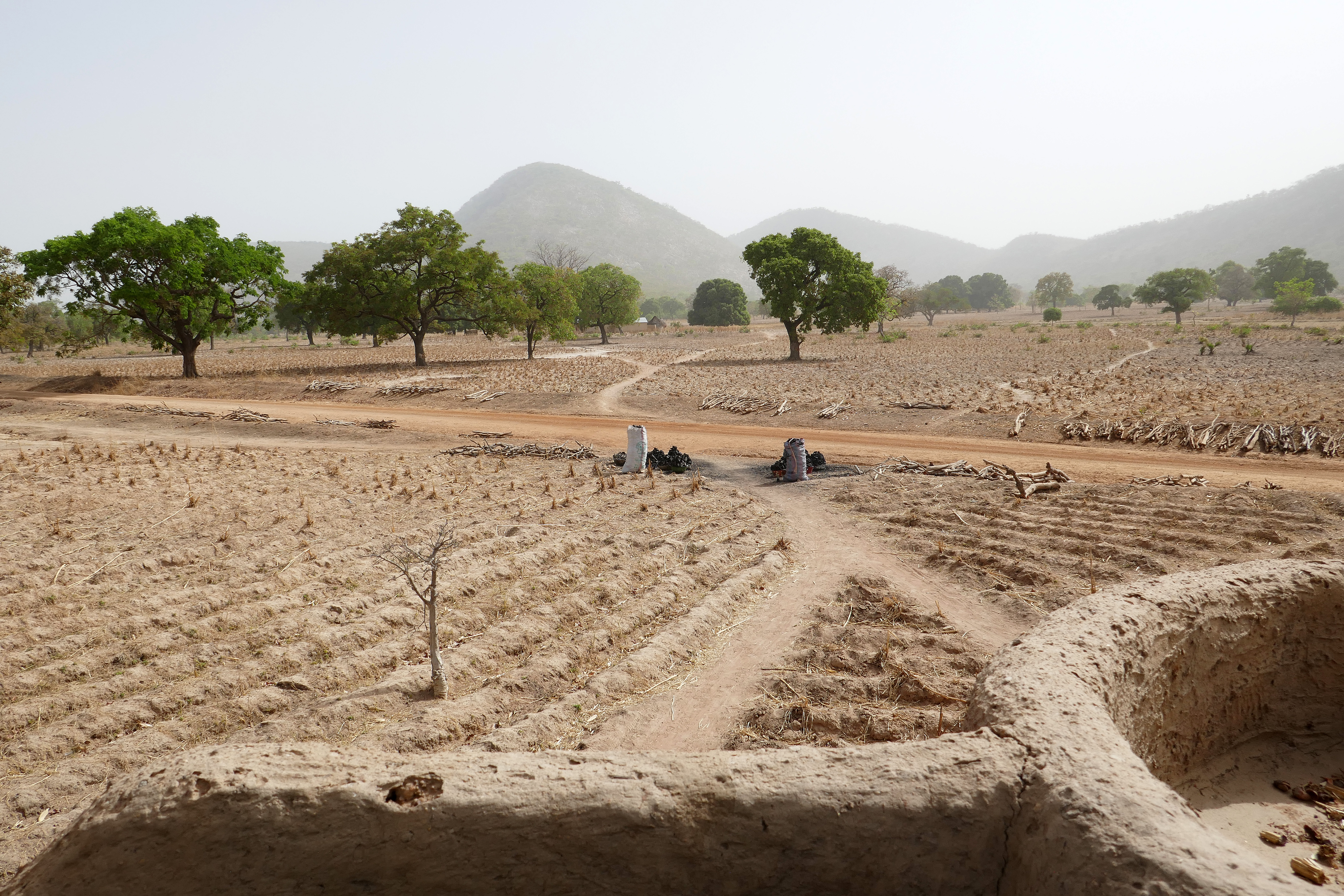
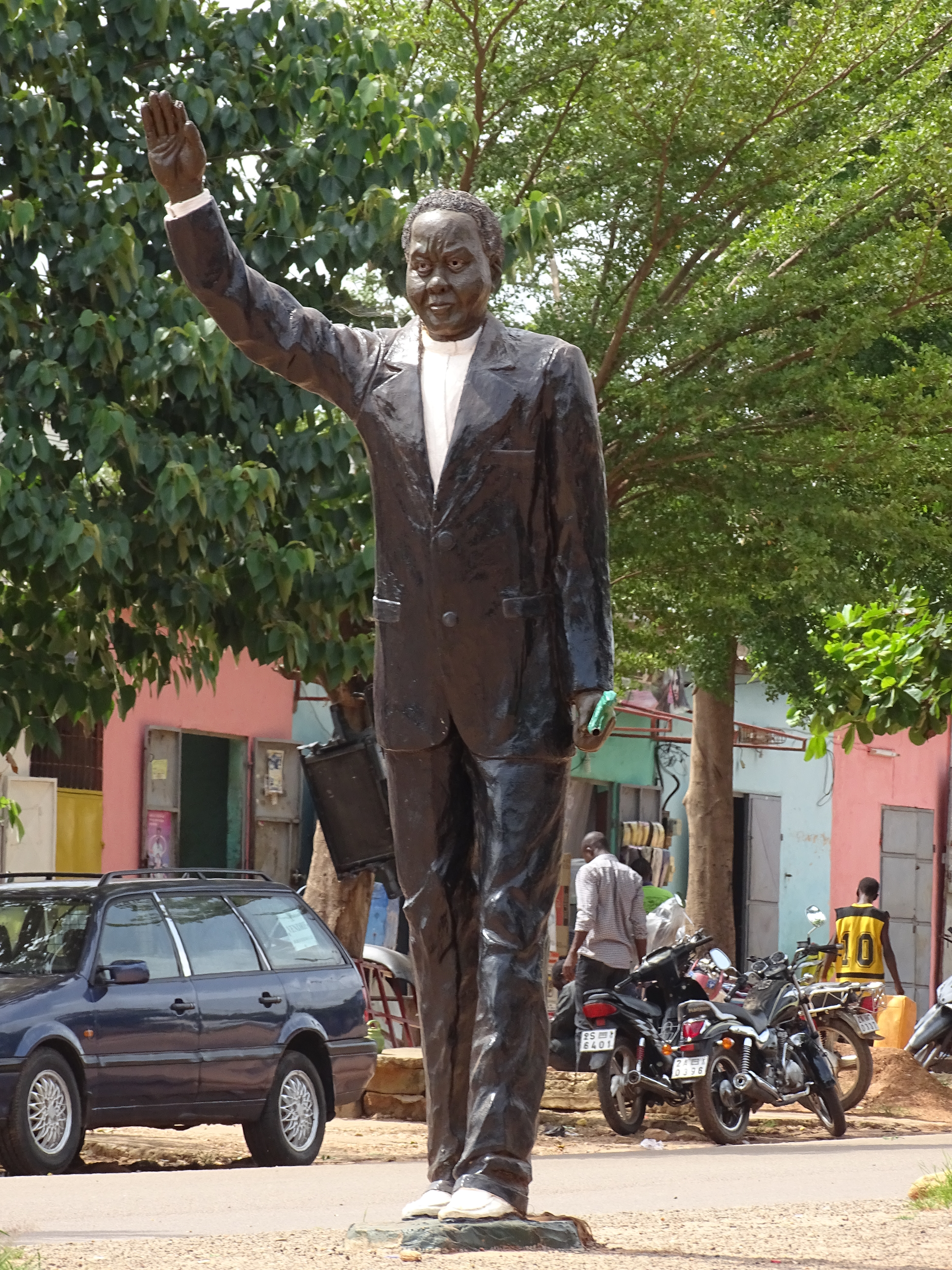
Statue du Président Mathieu Kérékou.
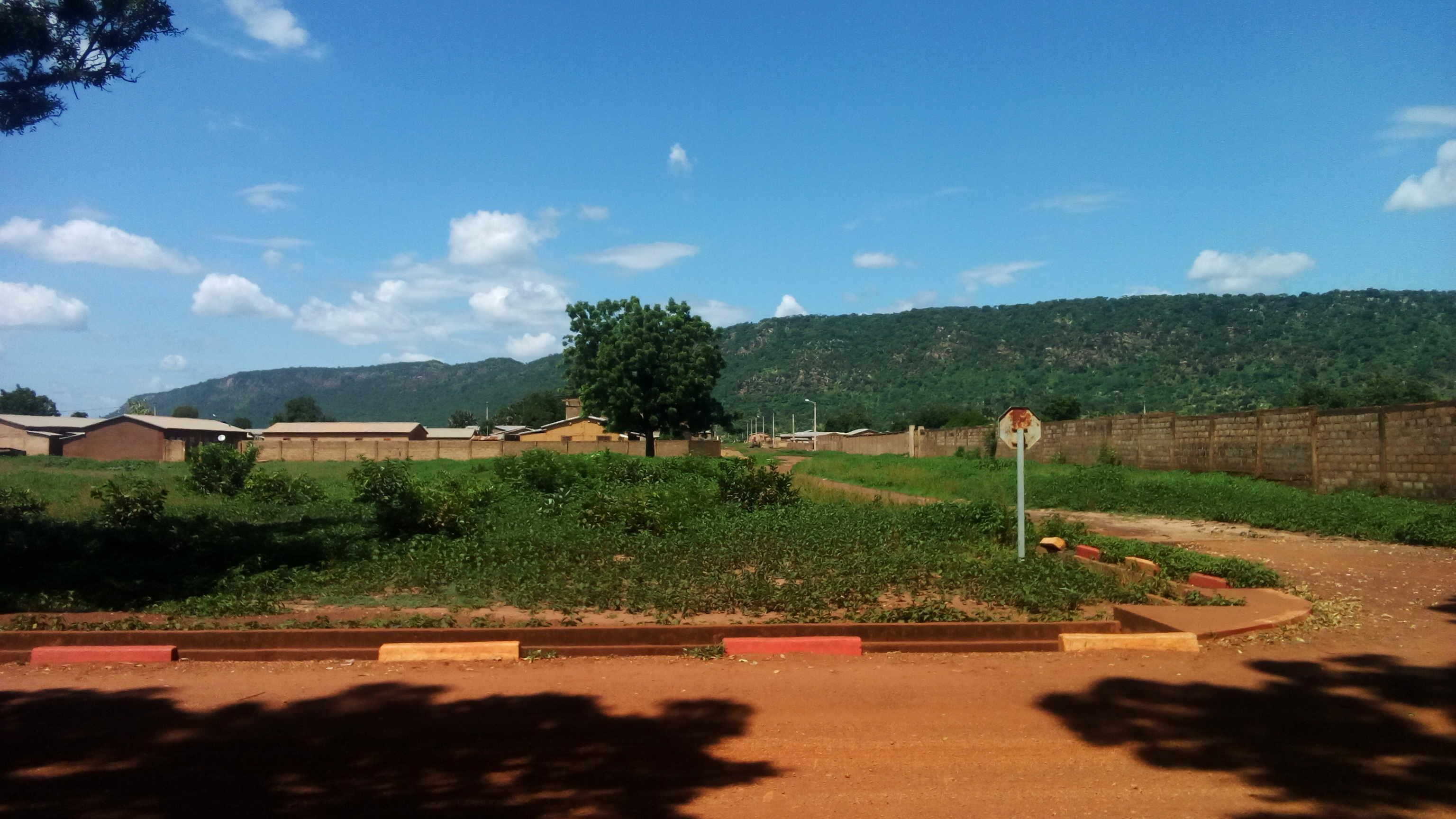
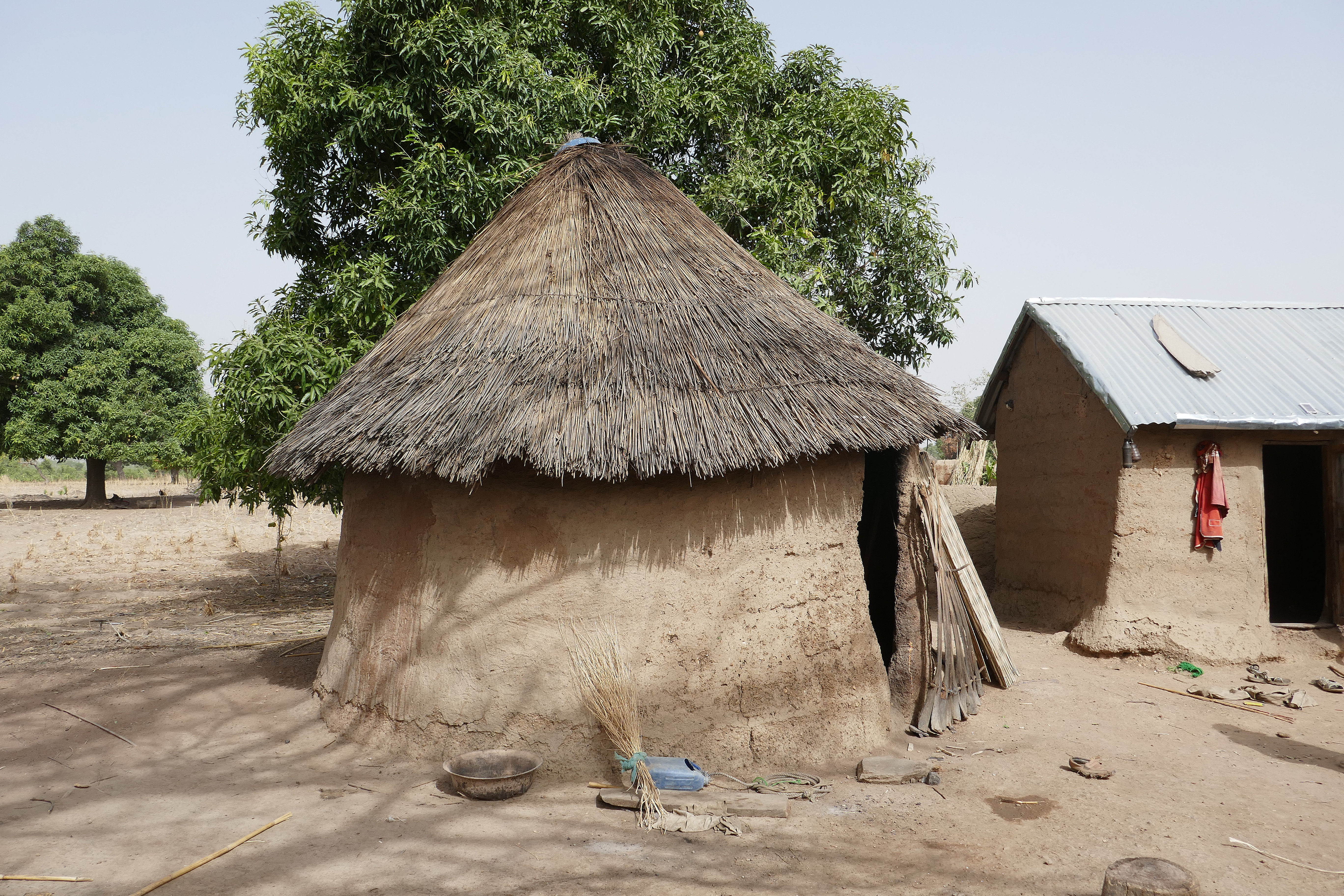
Habitation traditionnelle dans l'Atacora.
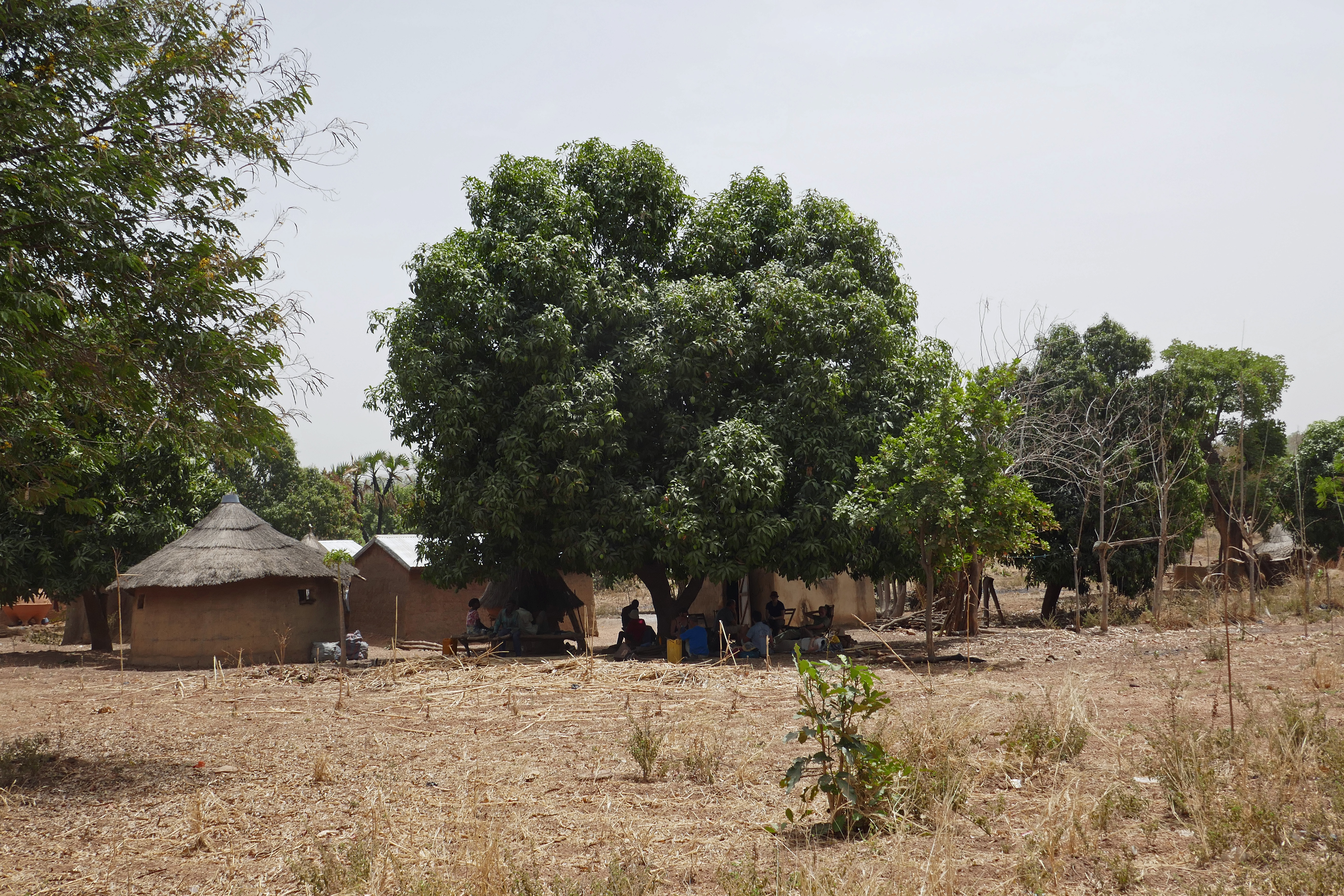
Village dans l'Atacora.